# Alfonso Cabello
Alfonso Cabello Llamas (19 de setembro de 1993) é um ciclista paralímpico espanhol, que nasceu sem a mão esquerda.
Em 2008, participou do Campeonato Europeu de Ciclismo Adaptado, na categoria LC1, onde obteve a décima sexta posição. Sua primeira participação paralímpica foi em Londres 2012, onde conquistou a medalha de ouro na classe C5 com o tempo de 1:05:947. No Campeonato Mundial em pista de 2014, realizado em Aguascalientes, no México, quebrou o recorde mundial paralímpico no contrarrelógio com o tempo de 1:01:683, que lhe rendeu a obtenção do recorde absoluto da Espanha, além de ouro conquistado na prova de velocidade por equipes. Participou dos Jogos Paralímpicos da Rio 2016 e faturou duas medalhas de bronze, uma no contrarrelógio e outra na prova de velocidade por equipes.
Em Tóquio 2020, obteve o ouro no contrarrelógio da C4-5, estabelecendo o recorde mundial de um minuto, um segundo e 557 milésimos.